# Bünde (stacja kolejowa)
Bünde – stacja kolejowa w Bünde, w kraju związkowym Nadrenii Północnej-Westfalii, w Niemczech. Znajdują się tu 2 perony.